# Roadpricing
Roadpricing er et system, hvor brugerne af et vejsystem betaler for den faktisk kørte strækning i modsætning til bompenge, hvor der betales for at passere bomstationen eller betalingsringen. Roadpricing kan være baseret på, at sted for indkørsel og udkørsel til vejnettet registreres (f.eks. de franske motorveje) eller på et satellitbaseret system, hvor der er anbragt en elektronisk brik i hvert køretøj. Satellitbaseret roadpricing findes dog ikke i praksis nogen steder endnu.
| Trafik | Spire Denne trafikartikel er en spire som bør udbygges. Du er velkommen til at hjælpe Wikipedia ved at udvide den. |